# Neutralidad (pel·lícula)
Neutralidad (estrenada també com Los caballeros del mar) és una pel·lícula bèl·lica espanyola de 1949 dirigida per Eusebio Fernández Ardavín i protagonitzada per Adriana Benetti i Jorge Mistral.

## Argument
Tracta de les peripècies del vaixell espanyol Magallanes quan rescata els supervivents d'un vaixell de guerra estatunidenc durant la Segona Guerra Mundial

## Premis
Medalles del Cercle d'Escriptors Cinematogràfics
| Any  | Categoria        | Pel·lícula    | Resultat  |
| ---- | ---------------- | ------------- | --------- |
| 1949 | Millors decorats | Tedy Villalba | Guanyador |